# Informateur (échecs)
L'Informateur des échecs, ou simplement l'Informateur (en serbe : Šahovski Informator ; en anglais : Chess Informant) est une société de publication de livres et de logiciels d'échecs. 
La société est fondée par le grand maître Aleksandar Matanović en 1966 afin de procurer au monde les données auxquelles avaient accès uniquement les joueurs soviétiques. Cette société revendique la vente de 3 millions de livres dans 150 pays. La société a également développé un appareil typographique d'annotations de la partie indépendant de la langue du lecteur qui fait autorité dans le monde échiquéen.

## Publications

### Informateur des échecs
La revue qui a rendu célèbre cette maison porte le même nom que la société et est éditée avec une périodicité semestrielle jusqu'en 1990, trois fois par an depuis cette année, puis 4 fois par an à partir du numéro 100 paru en 2007. Les ouvrages proposent des analyses de parties de niveau international, souvent par les joueurs eux-mêmes. Selon l'ancien champion du monde d'échecs Garry Kasparov, « Nous sommes tous des enfants de L'Informateur ».
En 2008, pour célébrer la parution du centième numéro de L'Informateur des échecs, la revue a publié un volume spécial, La Crème de la crème (The Best of the Best 1000, répertoriant les 1000 meilleures parties publiées par L'Informateur depuis 1966.

### Encyclopédie des ouvertures
La société publie aussi L’Encyclopédie des ouvertures d'échecs, qui propose une liste des ouvertures d'échecs  (ce qu'on appelle aussi la théorie), organisée suivant une classification selon les coups d'ouvertures joués et la position atteinte, en leur attribuant un code ECO. Une ponctuation particulière et des symboles ont été inventés pour décrire les coups et les annotations sans barrière du langage, symboles encore largement utilisés aujourd'hui.
Les publications de cette société étaient les sources principales de matériel publié depuis la fin de années 1960, ce qui leur a valu le statut de « Bible des échecs », comme peut en témoigner, par exemple, la présence de ces ouvrages dans les bibliographies de pratiquement tous les ouvrages traitant d'échecs. Cette position a toutefois décru avec l'avènement de bases de données informatiques de qualité (Chessbase, etc.) et d'Internet. La société demeure toutefois vivace à l'heure numérique. Elle s'est adaptée en offrant à son tour des produits informatiques, comme des logiciels, des DVD et des CD-Rom , mais également sous forme de téléchargement sur tablette, avec surtout les analyses très fouillées des parties.

### Encyclopédie des finales
Autre publication-phare, L’Encyclopédie des finales d'échecs est publiée en 5 volumes à partir de 1982. Une seconde édition est en cours ; seuls les deux premiers tomes sont sortis : le premier consacré aux Finales de pions au printemps 2012, et le second consacré au Finales de tours au printemps 2014.

### Autres encyclopédies
L'informateur a également publié d'autres encyclopédies (même format et même présentation que l'Encyclopédie des ouvertures) :
- Encyclopedia of Chess Problems. Themes and Termes[3] (2012, nouvelle édition[4]) ;
- Encyclopedia of Chess Combinations, 5th édition ;
- Encyclopedia of Chess Miniatures, 1st edition (2014) : encyclopédie des parties courtes (moins de 20 coups).

### Autres publications
Dans les années 1990, la société a également produit une série de monographies détaillées, consacrée à certaines ouvertures d'échecs. Une vingtaine de titre est parue, mais la série a été interrompue, sans doute victime de la concurrence des bases de données informatiques (Chessbase, etc).

## Statistiques
Dans le numéro 100 de l'Informateur, quelques statistiques ont été publiées couvrant la période de 1967 à 2007 (cent numéros de l'informateur) : 101 033 parties publiées, 3 128 combinaisons, 2 503 finales et 108 études. Le joueur le plus présent est Viktor Kortchnoï, avec 1 709 parties. L'ouverture la plus utilisée est celle ayant le code B33 (variante Svechnikov de la défense sicilienne). 3 000 contributeurs différents apparaissent dans cette revue.
En mars 2014, la revue a sorti son numéro 119, intitulé Viking, célébrant la victoire de Magnus Carlsen au championnat du monde.